# Heterosmilax polyandra
Heterosmilax polyandra är en enhjärtbladig växtart som beskrevs av François Gagnepain. Heterosmilax polyandra ingår i släktet Heterosmilax och familjen Smilacaceae. Inga underarter finns listade.